# 6807 Brünnow
6807 Brünnow là một tiểu hành tinh vành đai chính với chu kỳ quỹ đạo là 1258.8269558 ngày (3.45 năm).
Nó được phát hiện ngày 24 tháng 9 năm 1960.